# Coulinus usnus
Coulinus usnus är en insektsart som beskrevs av Bryan Patrick Beirne 1954. Coulinus usnus ingår i släktet Coulinus och familjen dvärgstritar. Inga underarter finns listade i Catalogue of Life.